# Nupsskåka
Nupsskåka är en dal i Antarktis. Den ligger i Östantarktis. Norge gör anspråk på området.